# Baracska
Baracska es un pueblo húngaro perteneciente al distrito de Martonvásár, condado de Fejér.

## Superficie
Cuenta con una superficie de 39,68 km².

## Demografía
Hasta 2024 la población era de 3037 habitantes, con una densidad de población de 76,53 hab/km².
| Gráfica de evolución demográfica de Baracska entre 2020 y 2024 |
|                                                                |
| Datos según la Oficina Central de Estadística de Hungría.      |